# Equasis

Electronic Quality Shipping Information System (EQUASIS) est une base de données, consultable sur internet, regroupant des informations concernant la sécurité des navires de 100 tonneaux ou plus.

## Histoire
Dès 1993, les pétroliers (Texaco, Total, Shell, BP et Exxon) alimentent une base de données intitulée SIRE, au sein de l'association Oil Companies International Marine Forum (OCIMF), avec les informations de leurs rapports d'inspection.
En novembre 1997, la Commission européenne et le Royaume-Uni lancent  la  Quality Shipping Campaign. Le but de cette campagne est d’impliquer tous les acteurs du transport maritime dans l’amélioration de la sécurité maritime.  Elle mit en évidence que le manque de transparence des informations relatives aux navires et à leur exploitation était un frein à l’émergence d’une véritable culture de la qualité dans le transport maritime.
En 1998,  la direction générale VII, chargée de la politique communautaire européenne en matière de transports et la direction des Affaires maritimes et des Gens de mer (Damgem) lance une réflexion sur le meilleur moyen, pour les différents acteurs du monde maritime de se forger une opinion sur le niveau de sécurité que présente un navire. Le  Centre Administratif des Affaires maritimes (CAAM), basé à Saint-Malo, va relever le défi de mettre sur pied ce projet et va faire naître Equasis. Il va convaincre la plupart de ses partenaires mondiaux de s’associer à ce projet : Les pays signataires du Mémorandum de Paris, les garde-côtes américains, la plupart des organisations professionnelles internationales d’armateurs, d’assureurs, de courtiers, les sociétés de classification (IACS) et les organismes d’audit technique.
Le 17 mai 2000,  Mémorandum d’entente sur le système d’information Equasis  est signé par sept administrations maritimes (Japon, Singapour, Espagne, Garde-côtes américaines, Royaume-Uni, France et la Commission européenne) dans les locaux de la Organisation Maritime Internationale. Dès cette période, le site internet est mis en ligne et les informations de la base de données peuvent être consultées gratuitement. Cette année le memorandum a été révisé afin d'y inclure les préoccupations environnementales comme éléments d'information pertinents. Il sera signé en juillet 2016 lors d'une cérémonie dans les locaux de l'IMO.

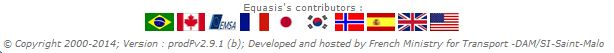

Ce projet est, à présent, financé par 10 pays contributeurs: Brésil, Canada, France, Japon, Norvège, Royaume-Uni, République de Corée et les garde-côtes américains, ainsi que par l'Agence européenne de la sécurité maritime (AESM), l'Espagne a ré-adhèré en 2016. L'Organisation maritime internationale (OMI) y siège en tant qu'observateur.

## Plate-forme: Sites web et apps
Equasis ne poursuivant aucun but commercial et son action se situant dans le domaine public, il a été décidé depuis son démarrage qu'il serait financé par des fonds publics. Ceci permet d’offrir pour le moment un accès libre au site, il suffit de remplir le formulaire d'inscription pour accéder aux informations concernant les navires. Consulté par plus de 30 000 utilisateurs distincts par mois, Equasis est devenu un outil incontournable dans le monde maritime car la qualité de données, leur neutralité  et leur regroupement sont les piliers de ce projet.

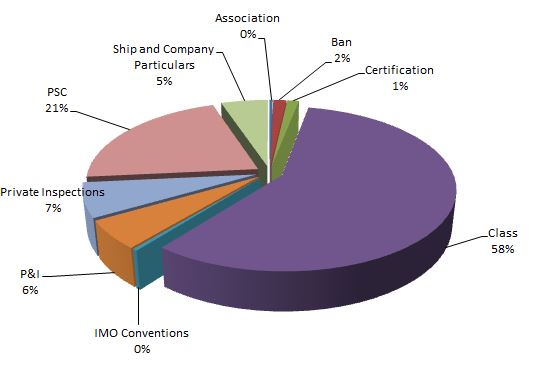
Relevé des mises à jour selon le type d'information

En 2014, cette base de données est approvisionnée par quarante-huit fournisseurs (dont neuf organismes de contrôle PSC et privés, treize Sociétés de classification dont les douze IACS, quinze assureurs (P&I) et dix autres organismes). Elle référence 116 000 navires, 290 000 compagnies, 500 000 managements, 900 000 inspections, 200 000 certificats.

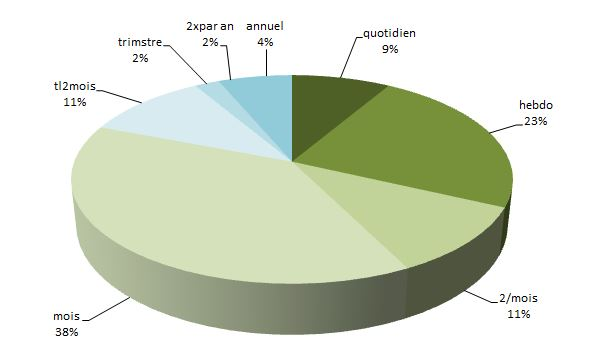
Fréquence d'actualisation des données en 2014.

Le site a été repensé en 2007 afin d'être adapté aux dernières évolutions d'Internet et d'y intégrer des informations sur les compagnies qui managent les navires.
En 2012, le programme a été porté pour être consultable sur les smartphones et tablettes et aussi avec des applications spécifiques pour les équipements Apple via Itune et ceux sous Android via Google Play.
Chaque année, le projet tente d’intégrer des nouvelles fonctionnalités, de nouveaux fournisseurs  et/ou de nouveaux types d'information. En 2014, une nouvelle section "informations géographiques" présente les  zones de navigation (agrégation mensuelle) et  les inspections du Port State Control du Mediterranean MoU sont disponibles.
En 2015, relatif aux compagnies, il  a été ajouté deux informations : "Beneficial owner" et le statut de la compagnie (Active/inactive). Certains écrans ont été revus et les inspections du Tokyo MoU sont présentées directement avec tous leurs détails. Prévu avant la fin de l'année, de nouveaux fournisseurs seront intégrés : avec les inspections de deux PSC (Caribbean MoU, Ryadh MoU), les positions géographiques d'un troisième opérateur (Marine Trafic).
En 2016, il est prévu de refondre l'interface afin de la rendre plus intuitive et bénéficier des dernières évolutions de présentation sur Internet. Des liens vers des photos des navires ainsi que les performances des organisations de classification reconnues (RO)  selon plusieurs PSC seront aussi de nouvelles informations.
Bien que cela ne soit pas une base de données en temps réel, Equasis reste un projet très vivant qui attire de nombreux partenaires et reste énormément consulté (avec une moyenne de 33 000 utilisateurs distincts par mois) par un public varié.

## Organisation
Le texte du Mémorandum d’entente sur le système d’information Equasis prévoit une organisation à trois niveaux :

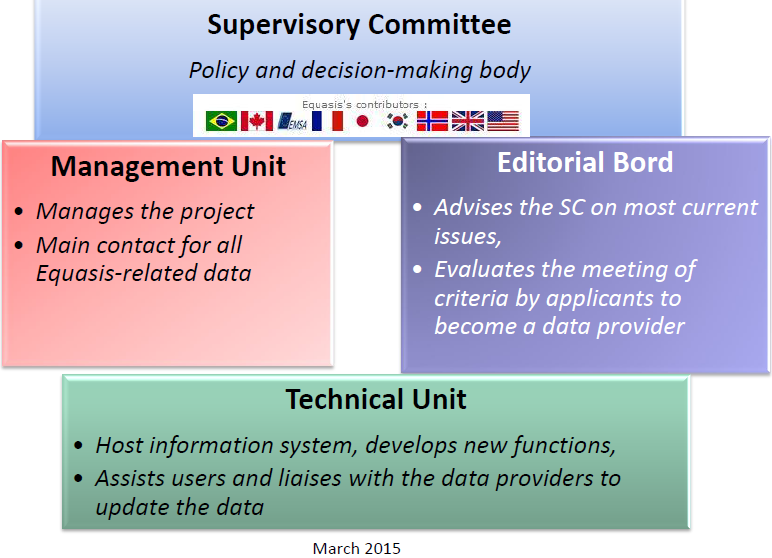
organisation du MoU Equasis

- organisation du MoU EquasisLe Comité de suivi, formé des pays membres contributeurs, a le pouvoir de décision concernant le  fonctionnement du système et en supervise la gestion.
- Le Comité éditorial, où siègent les fournisseurs de données, donne des avis sur les données diffusées sur le site.
- L'Unité de gestion, effectue la gestion quotidienne d’Equasis. Précédemment implantée à Paris, elle s'est installée à Lisbonne dans les locaux de l'Agence Européenne de la Sécurité Maritime (AESM)/ European Maritime Safety Agency (EMSA) depuis le 1er janvier 2009.
- L'Unité technique , assure la gestion technique du programme (hébergement, support et assistance). Elle est installée au centre serveur des Affaires Maritimes de Saint-Malo